# Regimentul 5 Artilerie (1916-1918)
Regimentul 5 Artilerie a fost o unitate de artilerie de nivel tactic, care s-a constituit la 14/27 august 1916, prin mobilizarea unităților și subunităților existente la pace. Regimentul era dislocat la pace în garnizoana Târgu Jiu. :p. 351 
Regimentul a făcut parte din organica Brigăzii 1 Artilerie alături de  Regimentul 1 Artilerie. La intrarea în război, Regimentul 5 Artilerie a fost comandat de locotenent-colonelul Ioan Dejoianu. Regimentul 5 Artilerie a participat la acțiunile militare pe frontul român, pe toată perioada războiului, între 14/27 august 1916 - 28 octombrie/11 noiembrie 1918.

## Participarea la operații

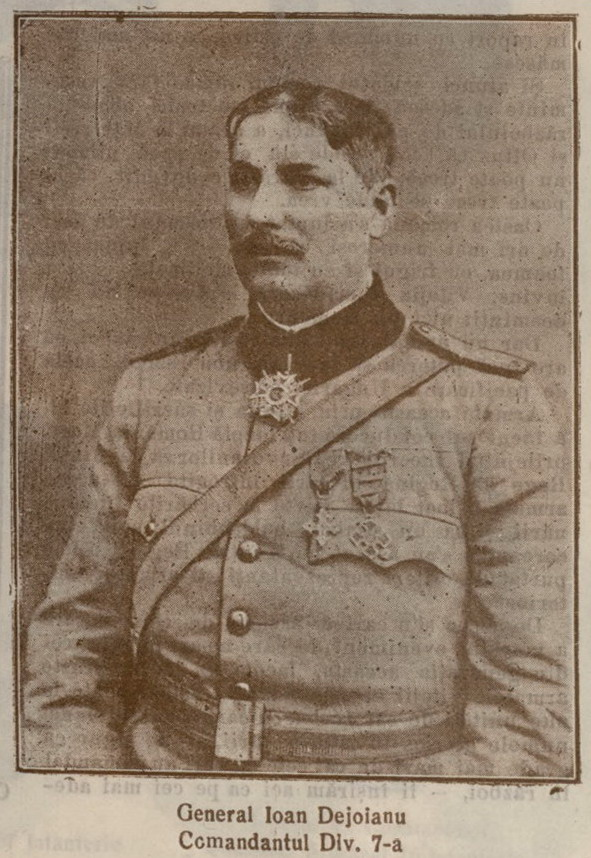
Locotenent-colonelul Ioan Dejoianu, comandantul regimentului în campania din 1917

### Campania anului 1917
În campania din anul 1917 Regimentul 5 Artilerie a participat la acțiunile militare în dispozitivul de luptă al Diviziei 1 Infanterie, participând la Bătălia de la Mărăști. În această campanie, regimentul a fost comandat de colonelul Nicolae Vasilescu.

## Comandanți
- Colonel  Ioan Dejoianu
- Colonel  Nicolae Vasilescu